# 汕头市实验学校
汕头市实验学校是汕头市教育局直属的一所公办学校，于1999年7月作为九年一贯制的国有民办学校开办，于2010年秋季改制为公办学校。

## 学校介绍
汕头市实验学校曾是汕头市第一所国有民办学校，于2010年改制为公办学校。学校座落于汕头市龙湖区35街区丰泽庄，临近星湖公园。学校为九年一贯制，其中小学六年制，初中三年制。学校占地60亩，建筑面积33000平方米。有教学楼4座，实验楼2座，办公楼、图书馆、文体楼、礼堂各1座，操场2个。
学校现任校长陈克文，副校长杨应春。校训是“自强不息，厚德载物”

## 学校历史
- 1999年，汕头市实验学校由其前身，外马路270号的汕头市实验小学迁至现址，并更名为汕头市实验学校。改制为国有民办学校，扩大办学规模，由6年制小学扩大为九年一贯制学校。[8]但在大多数情况下，学校被认为是于1999年“创建”。
- 1999年底，成为汕头市首批“绿色学校”。[9]
- 2001年，成为省级绿色学校。[10]
- 2001年，成为首批“广东省现代教育技术实验学校”。[11]
- 2002年，被列为广东省课程改革试验区，在汕头市区内最先实施“新课程”改革。
- 2002年5月20日至24日，首界教育教学开放周。[12]
- 2004年，晋升广东省一级学校。[13]
- 2006年，被授予“广东省人民防空先进单位”。[14]
- 2008年，学校通过广东省一级学校复评。